# 村上浩司
村上 浩司（むらかみ こうじ、1962年〈昭和37年〉5月25日 - ）は、日本の政治家。愛知県あま市長（4期）。元甚目寺町長（1期）、元甚目寺町議会議員（1期）。

## 来歴
愛知県海部郡甚目寺町（現在のあま市）出身。甚目寺町立甚目寺中学校、中京高等学校卒業。1987年（昭和62年）3月、中部大学工業化学科卒業。2000年（平成12年）、株式会社村上商店の代表取締役に就任。
2003年（平成15年）、甚目寺町議会議員選挙に初当選。2006年（平成18年）12月10日、甚目寺町長選挙に立候補し、初当選。12月24日、町長に就任。
2010年（平成22年）3月22日、海部郡の七宝町、美和町、甚目寺町の3町が合併して「あま市」が誕生。これにともなって行われた市長選挙（同年4月18日公示、4月25日投票）に立候補。無投票で初当選する。4月25日、就任。
2014年（平成26年）4月、2期目の当選。投票率は34.54％だった。
2018年（平成30年）4月、3期目の当選。投票率は30.91％で過去最低を記録した。
2022年（令和4年）4月17日投開票の市長選挙で4選を果たす。